# Alec Ibbott
Alec Ibbott CBE (* 14. Oktober 1930) ist ein britischer Diplomat.

## Leben
Als britischer Botschafter war Alec Ibbott 1985 von der Regierung Thatcher in das westafrikanische Liberia entsandt worden, er löste Dougal G. Reid ab. Seine Amtszeit in Liberia endete 1987, sein Nachfolger wurde Michael E. J. Gore. Als britischer Hochkommissar war er 1988 in das westafrikanische Gambia entsandt worden, er löste John Donald Garner ab. Seine Amtszeit in Gambia endete 1990, sein Nachfolger wurde Alan Pover.

## Familie
Alec Ibbott heiratete 1964 Margaret Elizabeth Brown. Aus dieser Ehe stammte ein Sohn und eine Tochter.

## Auszeichnungen und Ehrungen
- 1988: Commander of the Order of the British Empire (CBE)[1]